# Globinska bomba
Globinska bomba (angleško: Depth charge) je protipodmorniško orožje, ki se je prvič pojavilo med prvo svetovno vojno. Gre za preprosto orožje, zaprto posodo napolnjeno z razstrelivom in vžigalnikom. Vžigalnik v bombi je narejen tako, da ta bombo sproži na določeni globini. Pri eksploziji bombe nastane močen udarni val, ki poškoduje trup podmornice.
Ideja o globinski bombi se je pojavila že leta 1910, vendar so se intenzivne raziskave začele šele leta 1914 kmalu po izbruhu prve svetovne vojne, ko so britanske ladje že ogrožale nemške podmornice proti katerim takrat še ni bilo učinkovitega orožja. Prve zares uporabne globinske bombe Type D pa so začeli uporabljati šele leta 1916. To so bile zelo preproste bombe, sestavljene iz posode v kateri je bil eksploziv (TNT, amatol) ter vžigalnik, ki je sprožil bombo na določeni globini. Vžigalnik je bilo mogoče nastaviti na globino 12m in 24m. Prva žrtev tega orožja je bila nemška podmornica U-68. Leta 1917 so bombo izboljšali tako da je bilo možno vžigalnik nastaviti od globine 15m pa vse do 60m. Bombo po vojni niso dosti spremeinjali šele leta 1939 je bombo Type D zamenjala bomba Mark VII, ki so jo skozi drugo svetovno vojno nenehno izboljševali.
Kljub nenehnim izboljšavam pa je imela bomba svoje omejitve. Njena uporaba ni nujno pomenila smrt za podmornico. Trup podmornice je zaradi udarnega vala počil le v primeru če je do eksplozije prišlo okoli pet metrov od podmornice. To pa je bilo zelo malo verjetno saj posadka na ladji ni poznala točnega položaja podmornice to se pravi, da so globinske bombe na podmornico spuščali bolj po občutku kar je med prvo in drugo svetovno vojno rešilo marsikaterega podmorničarja. Večinoma so bile podmornice uničene v organiziranih zapornih napadih, ki so podmornico tako poškodovali, da je bila ta prisiljena izpluti na površino, tam pa so jo nato napadle ladje in letala.
Proti koncu vojne se je učinkovitost globinske bombe zaradi uporabe sonarja in radarja bistveno izboljšala. Obstajale so tudi različne uporabe bombe. Najbolj preprost način je bil da so bombo odvrgli v morje iz krme, s pomočjo dvigala ali tirnic. Pri tem je bilo potrebno paziti na globino v kateri bombo raznese in na hitrost ladje. V tem primeru so bombe na majhnih globinah lahko odmetavale le hitre ladje, ki so se lahko pravočasno izognile eksploziji. Kasneje so problem rešili tako, da so na bombe namestili raketne motorje in jih po več hkrati izstrelili na mesto kjer se je nahajala podmornica. Tako so pokrili večjo površino delovanja bomb ter povečali oddaljenost od ladje. Med vojno so globinske bombe namestili tudi na letala ter tako dali letalom novo orožje v boju proti podmornicam. Svoj največji uspeh so globinske bombe dosegle med drugo svetovno vojno.
Med hladno vojno so globinske bombe začeli vse bolj izpodrivati različni tipi torpedov in SUBROC (SUBmarine ROCket) orožja z jedrskimi bojnimi glavami. Vendar so se globinske bombe zaradi svoje preprostosti obdržale vse do današnjih dni, tako da jih danes uporabljajo največje in najbolj tehnološko razvite mornarice na svetu.